# Терабит
Терабит се користи као јединица мере података у рачунарству и износи било 1000 или 1024 гигабита, што зависно од интерпретације може да буде:
- 1.000.000.000.000 бита (1012, билион) - по СИ систему
- 1.099.511.627.776 бита (240) - по „бинарним“ умношцима (тебибит)